# 4-Aminobutirat transaminaza
4-aminobutirat transaminaza (EC 2.6.1.19, beta-alanin-oksoglutaratna transaminaza, aminobutiratna aminotransferaza, beta-alaninska aminotransferaza, beta-alanin-oksoglutaratna aminotransferaza, gama-aminobutiratna aminotransaminaza, gama-aminobutiratna transaminaza, gama-aminobutirat-alfa-ketoglutaratna aminotransferaza, gama-aminobutirat-alfa-ketoglutaratna transaminaza, gama-aminobutirat:alfa-oksoglutarat aminotransferaza, gama-aminobutirna kiselina aminotransferaza, gama-aminobutirna kiselina transaminaza, gama-aminobutirna kiselina-alfa-ketoglutarat transaminaza, gama-aminobutirna kiselina-alfa-ketoglutarna kiselina aminotransferaza, gama-aminobutirna kiselina-2-oksoglutarat transaminaza, gama-aminobutirna transaminaza, 4-aminobutirat aminotransferaza, 4-aminobutirat-2-ketoglutarat aminotransferaza, 4-aminobutirat-2-oksoglutarat aminotransferaza, 4-aminobutirat-2-oksoglutarat transaminaza, 4-aminobutirna kiselina 2-ketoglutarinska kiselina aminotransferaza, 4-aminobutirna kiselina aminotransferaza, aminobutirat transaminaza, GABA aminotransferaza, GABA transaminaza, GABA transferaza, GABA-alfa-ketoglutarat aminotransferaza, GABA-alfa-ketoglutarat transaminaza, GABA-alfa-ketoglutaric kiselina transaminaza, GABA-alfa-oksoglutarat aminotransferaza, GABA-2-oksoglutarat aminotransferaza, GABA-2-oksoglutarat transaminaza, GABA-oksoglutarat aminotransferaza, GABA-oksoglutarat transaminaza, glutamat-sukcinski semialdehid transaminaza, GabT) je enzim sa sistematskim imenom 4-aminobutanoat:2-oksoglutarat aminotransferaza. Ovaj enzim katalizuje sledeću hemijsku reakciju
4-aminobutanoat + 2-oksoglutarat {\displaystyle \rightleftharpoons } sukcinat semialdehid + L-glutamat
Ovaj enzim je piridoksal-fosfatni protein.

## Literatura
- Nicholas C. Price; Lewis Stevens (1999). Fundamentals of Enzymology: The Cell and Molecular Biology of Catalytic Proteins (Third изд.). USA: Oxford University Press. ISBN 019850229X.
- Eric J. Toone (2006). Advances in Enzymology and Related Areas of Molecular Biology, Protein Evolution (Volume 75 изд.). Wiley-Interscience. ISBN 0471205036.
- Branden C; Tooze J. Introduction to Protein Structure. New York, NY: Garland Publishing. ISBN 0-8153-2305-0.
- Irwin H. Segel. Enzyme Kinetics: Behavior and Analysis of Rapid Equilibrium and Steady-State Enzyme Systems (Book 44 изд.). Wiley Classics Library. ISBN 0471303097.
- William P. Jencks (1987). Catalysis in Chemistry and Enzymology. Dover Publications. ISBN 0486654605.

## Spoljašnje veze
- 4-aminobutyrate---2-oxoglutarate+transaminase на 